# هيتومي (قمر اصطناعي)
أسترو-اتش (المعروف أيضاً بتلسكوب الأشعة السينية الجديد)، (بالإنجليزية: أسترو-إتش, also known as NeXT for New X-ray Telescope) هو مشروع قمر اصطناعي قيد التطوير لرصد الأشعة السينية الفلكية من قبل منظمة بحوث الفضاء اليابانية، ومن المتوقع إطلاقه عام 2014 م إلى مدار أرضي بارتفاع 550 كم بواسطة المركبة H-IIA [الإنجليزية].
بوزن من المقدر أن يبلغ 2.4 طن، سيكون أسترو-اتش أثقل مهمة فلكية يابانية حتى الآن، وسيبلغ طول القمر الاصطناعي 14 متر وقت تمدد التلسكوب في مداره.
المرصد مصمم للاستمرار بالأبحاث التي أجراها القمر الاصطناعي المتقدم لعلم الكون والفيزياء الفلكية [الإنجليزية] للتنقيب عن حزم الأشعة السينية القوية ذات طاقة أعلى من 10 كيلو الكترون فولت، وتشارك ناسا في هذا المشروع بتزويدها أسترو-اتش بمطياف عالي الوضوح للأشعة السينية الضعيفة حيث سيزود المعهد الهولندي لبحوث الفضاء هذا المطياف بعجلة الترشيح وجهاز المعايرة لتصحيح حالات عدم الاستقرار.

## وصلات خارجية
- website